# 前島かおり
前島 かおり（まえじま かおり、1969年8月5日 - ）は、日本の元モデル。身長160cm・バスト88cm・ウエスト60cm・ヒップ85cm。血液型はA型。

## 略歴
コミックベッピン1987年11月号にてグラビアデビュー。
オールヌードをBeppin 1988年3月号巻頭にて披露すると同年3月15日に初の写真集「雪華模様」を出版。
その反響の高さから1988年4月刊行の「ビデオマガジン ベッピン」創刊号のメインとして起用される。
1989年4月、2冊目の写真集「昨日、逢いたい」の発行と同時に引退。

## 作品

### 写真集
- 雪華模様 （1988年3月15日発行、撮影：平田友二、英知出版）
- 昨日、逢いたい（1989年6月[4]発行、撮影：平田友二、英知出版）

### ビデオ
いずれもオムニバスビデオである。
- THE セーラー服 5（1988年7月3日、宇宙企画）
- ビデオマガジンベッピン 創刊号（1988年4月20日、英知出版）

「THE セーラー服」はアダルトビデオに分類される作品であるが、当人の出演シーンはセーラー服またはランジェリー着用のみでありヌードシーンもない 。
「ビデオマガジンベッピン」はイメージビデオ作品で、その中で「寄り道」という短編に出演しヌードを披露している。本作のパッケージの表紙を単独で飾っており実質的にメイン扱いであった。

### 掲載雑誌

#### 英知出版
- Beppin 1988年3月号(通巻44号)、1988年12月号(通巻53号)、1989年2月号(通巻55号)、1989年3月号(通巻56号)、1989年5月号(通巻58号・特集記事)
- デラべっぴん 1988年2月号(通巻27号)、1988年5月号(通巻30号)、1989年3月号(通巻40号)
- すっぴん 1988年1月号(通巻18号)、1988年3月号(通巻20号)、1989年4月号(通巻33号)
- ビデオボーイ 1988年2月号(通巻46号)、1989年1月号(通巻57号)、1989年2月号(通巻58号)
- 大海賊 1988年3月号(通巻3号)、1989年4月号(通巻10号)
- コミックベッピン 1987年11月号

#### 集英社
- 週刊プレイボーイ 1989年1月31日号(巻頭グラビア)、1989年4月11日号